# Deutsche Leichtathletik-Meisterschaften 1939
Die 41. Deutschen Leichtathletik-Meisterschaften wurden am 8. und 9. Juli 1939 in Berlin ausgetragen. Es waren die letzten Meisterschaften vor Ausbruch des Zweiten Weltkriegs. Das Wettkampfprogramm war abgesehen vom Waldlauf, der allerdings bereits im Jahr vorher gestrichen worden war, ohne Einschränkungen.

## Sport in Deutschland im Zeichen des Nationalsozialismus
Diese Meisterschaften trugen auch den Titel „Großdeutsche Meisterschaften“ – ein Hinweis auf die nationalsozialistische Prägung des deutschen Sports, die tiefgreifend Einzug gehalten hatte. So nahmen auch Sportlerinnen und Sportler aus Gebieten teil, die von den Nationalsozialisten seit 1938 annektiert worden waren. Juden war aufgrund der Nürnberger Gesetze von 1935 die Teilnahme an den Meisterschaften nicht gestattet.

## Wettbewerbsprogramm
Im Wettkampfprogramm wurde die 4 × 1500-m-Staffel wieder ersetzt durch die seit 1932 nicht mehr ausgetragene 3 × 1000-m-Staffel.

## Ausgelagerte Disziplinen
Einige Wettbewerbe fanden nicht im Rahmen dieser Veranstaltung statt:
- Darmstadt, 15./16. Juli:
  - Staffelläufe, Männer: 4 × 100 m / 4 × 400 m / 3 × 1000 m Staffel – Frauen: 4 × 100 m
  - Mehrkämpfe, Männer: Fünf- und Zehnkampf – Frauen: Fünfkampf
- Leipzig, 30. Juli:^
  - Marathonlauf (Einzel- und Mannschaftswertung)
- Kassel, 30. Juli:
  - 10.000 m Bahngehen (Einzelwertung)
  - 50-km-Gehen (Einzel-/Mannschaftswertung)

## Sportliche Leistungen / Rekorde
Die Leistungen standen insgesamt auf einem international hohen Niveau. Ein Europarekord (ERe) wurde egalisiert und es gab drei deutsche Rekorde (DR).
- Europarekord:
  - 100-Meter-Lauf: 10,3 s – Karl Neckermann (Post SV Mannheim)
- Deutsche Rekorde:
  - 800-Meter-Lauf: 1:49,4 min – Rudolf Harbig (Dresdner SC)
  - 5000-Meter-Lauf: 14:27,2 min – Hermann Eberlein (TSV 1860 München)
  - 400-Meter-Hürdenlauf: 51,6 s – Friedrich-Wilhelm Hölling (VfR Schlesien 1897 Breslau)

Die folgende Übersicht fasst die Medaillengewinner und -gewinnerinnen aller Wettbewerbe von 1939 zusammen.

## Medaillengewinner Männer
| Disziplin                                   | Gold                                                                                 | Leistung             | Silber                                                              | Leistung              | Bronze                                                             | Leistung             |
| ------------------------------------------- | ------------------------------------------------------------------------------------ | -------------------- | ------------------------------------------------------------------- | --------------------- | ------------------------------------------------------------------ | -------------------- |
| 100 m                                       | Karl Neckermann (Post SV Mannheim)                                                   | 10,3 s ERe0          | Jakob Scheuring (Turnerbund Ottenau)                                | 10,5 s00              | Willi Bönecke (DSC Berlin)                                         | 10,6 s00             |
| 200 m                                       | Jakob Scheuring (Turnerbund Ottenau)                                                 | 21,1 s00000          | Karl Neckermann (Post SV Mannheim)                                  | 21,2 s00              | Gerd Hornberger (Eintracht Frankfurt)                              | 21,6 s00             |
| 400 m                                       | Helmut Hamann (SV Allianz Berlin)                                                    | 48,1 s00000          | Georg Müller (SV Saar 05 Saarbrücken)                               | 48,6 s00              | Hans Helm (ASV Köln)                                               | 49,1 s00             |
| 800 m                                       | Rudolf Harbig (Dresdner SC)                                                          | 1:49,4 min DR        | Hans Brandscheit (Luftwaffen SV Berlin)                             | 1:51,8 min            | Dieter Giesen (Luftwaffen SV Berlin)                               | 1:52,0 min           |
| 1500 m                                      | Harry Mehlhose (Berliner SC)                                                         | 3:52,4 min000        | Herbert Jakob (DSC Berlin)                                          | 3:53,2 min            | Werner Körting (Hamburger AC)                                      | 3:53,8 min           |
| 5000 m                                      | Hermann Eberlein (TSV 1860 München)                                                  | 14:27,2 min DR       | Fritz Schaumburg (Polizei SV Berlin)                                | 14:28,4 min           | Rolf Fellersmann (SV St. Georg 1895 Hamburg)                       | 14:35,0 min          |
| 10.000 m                                    | Max Syring (KTV Wittenberg)                                                          | 30:57,4 min000       | Anton Haushofer (TSV Lindau)                                        | 31:30,2 min           | Heinrich Hönninger (1. FC Nürnberg)                                | 31:43,8 min          |
| Marathon                                    | Ernst Weber (Luftwaffen SV Berlin)                                                   | 2:47:19,2 h00000     | Hermann Helber (Reichsbahn- und Post-SG Stuttgart)                  | 2:51:14,2 h00         | Max Wiedemann (TSV 1860 München)                                   | 2:56:14,0 h00        |
| Marathon, Mannschaftswertung                | Reichsbahn- u. Post-SG StuttgartHermann Helber Bürklein Fritz Helber                 | 9 P (Plätze 2/6/14)  | TSV 1860 MünchenMax Wiedemann Wilhelm Zoller Willi Wolfrum          | 18 P (Plätze 3/18/32) | Polizei SV BerlinHeinrich Brauch Wendland Philippi                 | 19 P (Plä. 10/22/24) |
| 110 m Hürden                                | Karl Kumpmann (DSC Hagen)                                                            | 14,7 s00000          | Willi Pollmanns (Düsseldorfer SC 99)                                | 14,8 s00              | Erwin Wegner (Sport-Gemeinschaft Berlin)                           | 14,9 s00             |
| 400 m Hürden                                | Friedrich-Wilhelm Hölling (VfR Schlesien 1897 Breslau)                               | 51,6 s DR000         | Georg Glaw (Sport-Gemeinschaft Berlin)                              | 52,0 s000             | Walter Darr (SV Arnoldi 01 Gotha)                                  | 53,7 s00             |
| 3000 m Hindernis                            | Ludwig Kaindl (TS Jahn München)                                                      | 9:06,8 min0000       | Rolf Seidenschnur (Post SV Kiel)                                    | 9:11,6 min            | Karl Otto (SV Allianz Berlin)                                      | 9:22,2 min           |
| 4 × 100 m Staffel                           | Post SV MannheimSiegfried Schmitt Heinrich Herrwerth Walter Feuerstein Günter Köster | 42,4 s000000         | Dresdner SCSchäckel Walter Fritzsche Karl Fehrmann Feuermann        | 42,4 s00              | 1. FC NürnbergSchüler Peter Robens Friedrich Hendrix Werner Pontow | 42,7 s00             |
| 4 × 400 m Staffel                           | Reichsbahn- u. Post-SG StuttgartSchuster Detzel Lenz Manfred Kramer                  | 3:21,0 min000        | TSV 1860 MünchenJosef Turba Kurt Ritter Max Mayr Fritz Lengdobler   | 3:21,2 min            | VfR Schlesien 1897 BreslauBusse Edmund Geißler G. Herde Förster    | 3:21,4 min           |
| 3 × 1000 m Staffel                          | Hamburger SVRudolf Kröger Bertram Berberich Werner Körting                           | 7:28,9 min000        | Stuttgarter KickersHans Wagenseil Alfred Dompert Wolfgang Dessecker | 7:30,0 min            | KTV WittenbergWalter Schönrock Werner Böttcher Ewald Mertens       | 7:35,6 min           |
| 10.000 m Bahngehen                          | Hermann Schmidt (Polizei SV Hamburg)                                                 | 48:48,2 min000       | Gottfried Bauer (Reichsbahn- und Post-SG Stuttgart)                 | 49:34,2 min           | Arno Peters (Gasag Berlin)                                         | 49:48,2 min          |
| 50-km-Straßengehen                          | Friedrich Prehn (TSG Leipzig-Lindenau)                                               | 4:51:13,5 h00000     | Anton Merschmann (Klagenfurt)                                       | 5:00:00,6 h00         | Erich Blau (Brigade 35 Leipzig)                                    | 5:00:37,8 h00        |
| 50-km-Straßengehen, Mannschaftswertung      | Brigade 35 LeipzigErich Blau Herbert Nagel Dammrau                                   | 11 P (Plätze 3/5/16) | Eintracht BraunschweigTheo Arendes Thiel Hans Kandutsch             | 13 P (Plätze 6/7/13)  | Sportgemeinschaft HamburgMuuß Neurath Braasch                      | 28 P (Plä. 17/19/28) |
| Hochsprung                                  | Günther Gehmert (DSC Berlin)                                                         | 1,95 m               | Hans Martens (Marine Kiel)                                          | 1,90 m                | Gustav Weinkötz (ASV Köln)                                         | 1,90 m               |
| Stabhochsprung                              | Josef Haunzwickel (Weiß-Rot-Weiß Wien)                                               | 4,00 m               | Karl Sutter (KSV Rheinfelden)                                       | 3,90 m                | Rudolf Glötzner (Turnerbund Weiden)                                | 3,80 m               |
| Weitsprung                                  | Luz Long (Leipziger SC)                                                              | 7,41 m               | Wilhelm Leichum (DSC Berlin)                                        | 7,24 m                | Herbert Lindemann (SV St. Georg 1895 Hamburg)                      | 7,19 m               |
| Dreisprung                                  | Walter Ziebe (LV Dessau)                                                             | 14,58 m              | Otto Barkowski (VfK Königsberg)                                     | 14,34 m               | Eduard Koch (MTV Karlsruhe)                                        | 14,26 m              |
| Kugelstoßen                                 | Heinrich Trippe (Polizei SV Berlin)                                                  | 16,21 m              | Gerhard Stöck (SCC Berlin)                                          | 16,19 m               | Hans Woellke (Polizei SV Berlin)                                   | 15,84 m              |
| Diskuswurf                                  | Ernst Lampert (TSV 1860 München)                                                     | 49,35 m              | Johann Wotapek (Polizei SV Wien)                                    | 47,44 m               | Hermann Tunner (Grazer AK)                                         | 46,43 m              |
| Hammerwurf                                  | Erwin Blask (Berliner SC)                                                            | 57,17 m              | Karl Storch (Turnerschaft Fulda)                                    | 55,73 m               | Karl Hein (SV St. Georg Hamburg)                                   | 55,57 m              |
| Speerwurf                                   | Karl-Heinz Berg (TSV 1867 Leipzig)                                                   | 69,48 m              | Gerhard Stöck (SCC Berlin)                                          | 67,32 m               | Ferdinand Büsse (DSC Berlin)                                       | 66,88 m              |
| Fünfkampf, 1934er W. 2. Zeile: 1985er Wert. | Fritz Müller (MTV Gifhorn)                                                           | 3686 P (3660 P)      | Dieter Ahrens (SV St. Georg Hamburg)                                | 3564 P (? P)          | Edmund Harthaus (SV Arnoldi 01 Gotha)                              | 3519 P (3354 P)      |
| Zehnkampf, 1934er W. 2. Zeile: 1985er Wert. | Fritz Müller (MTV Gifhorn)                                                           | 7267 P (6880 P)      | Rudolf Glötzner (Turnerbund Weiden)                                 | 6790 P (6434 P)       | Gerd Hilbrecht (VfB Königsberg)                                    | 6682 P (6361 P)      |

## Medaillengewinnerinnen Frauen
| Disziplin                                      | Gold                                                                  | Leistung       | Silber                                                            | Leistung       | Bronze                                                              | Leistung       |
| ---------------------------------------------- | --------------------------------------------------------------------- | -------------- | ----------------------------------------------------------------- | -------------- | ------------------------------------------------------------------- | -------------- |
| 100 m                                          | Ida Kühnel (MTV 1879 München)                                         | 12,1 s         | Grete Winkels (ASV Köln)                                          | 12,2 s         | Annemarie Rommel (SV Arnoldi 01 Gotha)                              | 12,3 s         |
| 200 m                                          | Grete Winkels (ASV Köln)                                              | 25,3 s         | Dora Voigt (SCC Berlin)                                           | 25,4 s         | Grete Kuhlmann (Hamburger SV)                                       | 25,9 s         |
| 80 m Hürden                                    | Lieselotte Peter (Post SV Oppeln)                                     | 11,7 s         | Siegfriede Dempe (SC 1903 Weimar)                                 | 11,7 s         | Anni Spitzweg (MTV 1879 München)                                    | 12,0 s         |
| 4 × 100 m Staffel                              | MTV 1879 MünchenPaula Alteneder Ida Kühnel Anni Spitzweg Erika Eckelt | 48,2 s         | Hamburger SVSchröder Christa Loch Elfriede Köhnsen Grete Kuhlmann | 48,2 s         | SCC BerlinLiselotte Laschinski Dora Voigt Emmy Albus Ilse Dörffeldt | 48,2 s         |
| Hochsprung                                     | Feodora Gräfin zu Solms (MSV Wünsdorf)                                | 1,60 m         | Elfriede Kaun (Kieler TV)                                         | 1,60 m         | Gunda Friedrich (TG Würzburg)                                       | 1,58 m         |
| Weitsprung                                     | Christel Schulz (TV 1862 Münster)                                     | 5,95 m         | Gisela Voß (Berliner Turnerschaft)                                | 5,68 m         | Edeltraut Boeck (TSG Landsberg)                                     | 5,66 m         |
| Kugelstoßen                                    | Gisela Mauermayer (TV Nymphenburg München)                            | 13,53 m        | Hermine Schröder geb. Wüst (TV 1883 Mundenheim)                   | 13,00 m        | Wiltrud Mauermayer (TV Nymphenburg München)                         | 12,87 m        |
| Diskuswurf                                     | Gisela Mauermayer (TV Nymphenburg München)                            | 46,79 m        | Anna Hagemann (Hessen-Preußen Kassel)                             | 40,85 m        | Hilde Sommer (VfB Breslau)                                          | 40,26 m        |
| Speerwurf                                      | Lisa Gelius (TS Jahn München)                                         | 44,34 m        | Susanne Pastoors (Turngemeinde in Berlin)                         | 42,23 m        | Lydia Eberhardt (TV Eislingen)                                      | 40,77 m        |
| Fünfkampf, offiz. Wert. 2. Zeile: 1980er Wert. | Lydia Eberhardt (TV Eislingen)                                        | 339 P (3144 P) | Ruth Hagemann (SV St. Georg 1895 Hamburg)                         | 336 P (3240 P) | Grete Busch (Elberfelder TG)                                        | 335 P (3188 P) |